# Chelsea Football Club 1906-1907
Questa voce raccoglie le informazioni riguardanti il Chelsea Football Club nelle competizioni ufficiali della stagione 1906-1907.

## Stagione
In Second Division, il Chelsea terminò il campionato in seconda posizione, venendo promosso nella First Division. In FA Cup, il Chelsea esce subito dalla coppa, venendo battuto nella ripetizione del primo turno per 1-0 dal Lincoln City (la gara precedente era terminata 2-2).

## Maglie e sponsor
Le maglie erano di colore verde, con pantaloncini bianchi e calzettoni neri con due righe blu. La divisa da trasferta era bianca, con calzettoni neri a righe blu.
| Casa | Trasferta |

## Rosa
| N. |                        | Ruolo | Calciatore        |
| -- | ---------------------- | ----- | ----------------- |
|    | Inghilterra (bandiera) | P     | Michael Byrne     |
|    | Inghilterra (bandiera) | P     | Ronald Brebner    |
|    | Inghilterra (bandiera) | P     | Bob Whiting       |
|    | Scozia (bandiera)      | D     | Bob Mackie        |
|    | Scozia (bandiera)      | D     | Tommy Miller      |
|    | Inghilterra (bandiera) | D     | Joseph Walton     |
|    | Inghilterra (bandiera) | C     | James Lewis Frost |
|    | Inghilterra (bandiera) | C     | Robert James Bush |
|    | Scozia (bandiera)      | C     | Ted Birnie        |
|    | Scozia (bandiera)      | C     | George Henderson  |
|    | Scozia (bandiera)      | C     | George Key        |
|    | Scozia (bandiera)      | C     | Martin Moran      |
|    | Scozia (bandiera)      | C     | Peter Proudfoot   |

| N. |                        | Ruolo | Calciatore      |
| -- | ---------------------- | ----- | --------------- |
|    | Scozia (bandiera)      | C     | Jacky Robertson |
|    | Scozia (bandiera)      | C     | David McCartney |
|    | Scozia (bandiera)      | A     | Tommy McDermott |
|    | Inghilterra (bandiera) | A     | George Hilsdon  |
|    | Inghilterra (bandiera) | A     | Billy Bridgeman |
|    | Scozia (bandiera)      | A     | David Copeland  |
|    | Scozia (bandiera)      | A     | Charles Donaghy |
|    | Irlanda (bandiera)     | A     | Jack Kirwan     |
|    | Scozia (bandiera)      | A     | Tom McDermott   |
|    | Scozia (bandiera)      | A     | Bob McRoberts   |
|    | Scozia (bandiera)      | A     | Jimmy Robertson |
|    | Inghilterra (bandiera) | A     | Willie Porter   |
|    | Inghilterra (bandiera) | A     | Jimmy Windridge |